# Lago Akna
Il lago Akna (in armeno Ակնա լիճ) è un piccolo lago al confine tra le provincie di Kotayk e di Gegharkunik in Armenia.